# Chloe Frazer
Chloe Frazer é uma personagem fictícia da série de jogos eletrônicos, Uncharted, desenvolvidos pela Naughty Dog. Assim como boa parte dos personagens da série, Chloe é uma ladra especialista em relíquias antigas e caçadora de tesouros. Ela já foi namorada e parceira de crime de Harry Flynn e Nathan Drake. Chloe fez sua estréia em Uncharted 2: Among Thieves, reapareceu em Uncharted 3: Drake's Deception e teve sua estréia como protagonista jogável em Uncharted: The Lost Legacy.  Frazer também apareceu na história em quadrinho homônima a série que conta como ela conheceu Nathan. Chloe é interpretada por Claudia Black que dá vida à sua voz e captura de movimentos, também influenciando sua personalidade.
Chloe foi projetada para ser uma contraparte mais obscura de Drake e destacar essas facetas de sua personalidade. A recepção à Frazer tem sido focada em sua independência e sensualidade. Outros críticos a chamam de personagem única e divertida. Black comparou a personagem com o aventureiro do filme Indiana Jones. O designer de personagens Justin Richmond declarou que Frazer foi um de seus personagens favoritos para criar.

## Design do personagem
Frazer foi criada para ajudar a desenvolver a personalidade de Nathan Drake, o principal protagonista da série Uncharted. Através da interação, ela apresenta facetas particulares da personalidade de Drake. Amy Hennig, criadora de série, queria que Frazer atuasse como um papel de parede para Drake, essencialmente como uma versão mais obscura do primeiro personagem principal. Ela também contrasta com Elena Fisher, que atua como a "boa garota" de Uncharted.
Claudia Black dubladora original de Frazer foi cotada para o papel de Elena, mas Emily Rose foi escolhida para o papel. No entanto a química e as interações entre Black e Nolan North, dublador de Drake, tiveram uma função na determinação da personalidade de Frazer. Black comparou o processo com uma combinação de teatro, filme e dublagem.
Chloe foi fortemente usada na promoção de Uncharted 2: Among Thieves, para mostrar o fato de que novos personagens eram fundamentais para a história. Ela foi exibida com tanta força que, no início, pensaram que Fisher, protagonista feminina do primeiro jogo, não estaria no segundo título.
Uncharted 4: A Thief's End desde a sua concepção foi dito que teria uma campanha DLC. Dentre várias opções de escolha a equipe sempre acabava chegando em Chloe. Por sua popularidade com os fãs da série Chloe foi a escolha final para a DLC que se tornou um jogo próprio chamado Uncharted: The Lost Legacy.

## Atributos

### Personalidade
Chloe é uma ladra de relíquias e caçadora de tesouros que começou jovem no mundo do crime. Ele é descrita como a a melhor motorista no ramo, mas mudou para o ramo de caça ao tesouro. Nascida na Índia, Chloe é filha de pai indiano e mãe australiana e foi criada na Austrália. Seu pai um arqueólogo especializado em cultura e história hindu ensinou muito para ela. Obcecado pela história Império Hoysala ele mandou sua filha e esposa para a Austrália para seguir seu trabalho sem expô-las a riscos.
Chloe é espirituosa, desonesta e divertida. Frazer também é um personagem sexualmente mais avançada; Quando ela e Nate têm uma cena de amor, ela age como a iniciadora. No começo, ela aparece apenas para cuidar de seus próprios interesses, não se importando com o objetivo. Ela é auto-preservadora que sempre foge quando quando em apuros. Muitas vezes enigmática e agente dupla, chegando a mentir para sua parceira Nadine Ross a respeito de sua relação com Drake, enquanto que mesmo casado e longe do crime ela o enviou uma carta o convidando para uma "escapulida". No entanto ao longo da série ela passa a se tornar mais aberta e empática não só com os amigos, mas com parceiros e estranhos. Chloe é praticante profissional de yoga e apesar de não ser treinada em artes marciais seus movimentos são mais elegantes e artísticos, usando bastante as pernas e os joelhos e o momento certo para derrubar os inimigos.

### Aparência física
Chloe possui cabelos negros e olhos azuis profundos, sendo chamada por Charlie Cutter de "olhos brilhantes", parecendo bastante com a aparência de sua dubladora original Claudia Black. Seu rabo de cavalo baixo e lápis pretos nos olhos são sua marca registradas. Ela possui também um corpo atlético com muitas curvas e quadris largos. Ela costumava usar blusinha top, mas amadureceu mudando para um estilo mais sério mas mantendo as cores vivas. As roupas de Chloe são práticas mas sexy e demonstram um 
senso de estilo, com calças que sempre acentuam sua silhueta de jeans comuns a calças cargo.

## Aparições

### Série principal

#### Uncharted 2: Among Thieves
Chloe fez sua estréia na série em Uncharted 2: Among Thieves lançado em 2009. Chloe está namorando o ladrão Harry Flynn que é amigo de seu ex-namorado, o ladrão Nathan Drake. Harry se encontra com Drake em uma bar praiano e apresenta Chloe ao seu parceiro sem saber que eles se conheciam, e assim ambos permanecem fingindo. O trio bola um plano para roubar uma lâmpada de um museu na Turquia e então cada um se separa para se preparam para o trabalho. Chloe visita Nate secretamente e o seduz dizendo que o relacionamento com Flynn é apenas profissional e que depois do trabalho quer fugir com Drake. O casal faz amor e no dia seguinte o trio está reunido no local combinado. Nathan e Harry roubam a lâmpada e no ato Drake descobre que havia um mapa secreto falando sobre Shambala e a Pedra Cintamani. Flynn consegue passar a perna em Drake o deixando para trás e assim ele é levado preso pela polícia. Sully vai na prisão soltar Nate e Chloe aparece junto. O ladrão discute com a parceira achando que ela o tinha traído com Flynn, mas ela revela que não sabia dos planos dele, que ela quem avisou Sully para ir soltá-lo da prisão e que acharam a frota perdida da expedição de Marco Pólo. Convencido Nathan parte com seus parceiros para Borneo. Lá eles encontram um mapa e uma adaga tibetana que eram pistas sobre Shambala em uma caverna, mas ao sair Chloe percebe que Flynn está perto e rende os ladrões. Eles são então escoltados por Chloe enquanto Flynn explora o local. Chloe aproveita o momento e mata os soldados surpreendendo Nate e Sully e pede para eles fugirem e a encontrarem em Nepal. Sully desiste do trabalho por achar arriscado e Nate continua sozinho com Chloe. O exército do terrorista e criminoso de guerra Zoran Lazarević intercepta o ladrão que tenta explorar a cidade até se deparar com Elena Fisher e seu parceiro Jeff. Ambos discutem mas Nate decide levar Elena e Jeff consigo mas Chloe discorda, o exército de Lazarević se aproxima e eles acabam fugindo juntos e se escondendo em um templo que Drake precisava chegar. Lá dentro ele descobre uma locação para um lugar no Tibete quando os soldados do terrorista chegam no local. Jeff foi baleado e Nathan e Elena tentam ajudá-lo a fugir dali para o desgosto de Chloe. O quarteto acaba sendo encurralado e Chloe rende os demais para enganar Flynn. Zoran adentra o local e manda Flynn revistar o ladrão achando o mapa com sua próxima locação marcada nele. Ele mata Jeff e sai do local mandando Harry acabar com seus adversário, mas eles conseguem fugir. Nathan está decidido em resgatar Chloe por achar que ela estava apenas fingindo como na última vez em Borneo e Elena o ajuda adentrar no trem em que ela estava. Após derrotar vários soldados incluindo o tenente Draza, Nathan se encontra com Chloe que está irritada pelo ladrão não ter dado atenção única para ela atrapalhando assim seus planos e o manda embora. Flynn aparece no momento exato e atira em Drake, ele tenta matá-lo, mas Chloe o impede e por pouco Drake escapa. Um aldeão chamado Tenzin o resgata e ele se reencontra com Elena. Karl Schäfer o ancião da aldeia tenta convencer Nathan a parar o terrorista e pede para que Tenzin o leve a um templo perdido para que el descubra a verdade sobre a Pedra Cintamanni. Lá ele vê que uma resina provinda de Shambala dava força e imortalidade aos homens ao memo tempo que os levava à loucura. Ao voltar se deparam com a vila de Tenzin sobre ataque e Schäfer raptado. Elena e Drake vão em busca de salvar o ancião e o encontram morrendo. Drake fica determinado em para Zoran e ele então se separa de Elena para buscar a entrada de Shambala. Drake encontra Chloe com a adaga tibetana que era chave para entrada do local. Ele consegue tomar a adaga e Chloe pede a ele para parar Lazarević. Ele consegue encontrar a entrada e entra em contato com Elena e ambos adentram os portões da cidade perdida sendo encurralados por Zoran e seus homens. Ele percebe que Chloe estava de agente dupla e obriga Drake a levá-lo até onde quer. Eles conseguem adentrar a cidade e quando Zoran está para matar o trio, Flynn pede Chloe como sua recompensa e na hora os guardiões da cidade atacam o grupo todo e os três ladrões fogem das garras do terrorista e dos guardiões. Chloe tenta convencer Nate e Elena a fugirem do local, mas Nate está decidido e Elena o apoia, Frazer acaba indo com os três. Eles encontram a Árvore da Vida e descobrem que a Pedra Cintamani era uma pedra âmbar azul enorme que fluía da árvore. Harry aparece baleado e ferido diante dos heróis, Zoran o torturou por seus trabalhos fracassados. Elena tenta ajudar mas Flynn desesperançoso mostra uma granada escondida e aciona, a explosão o mata e acerta Elena que a deixa gravemente ferida. Apesar disso ela pede a Nate que impeça Lazarević e enquanto Frazer fica cuidando da repórter. Drake consegue voltar vitorioso e o trio consegue fugir de Shambala que está em colapso. Dias depois na vila de Tenzin, Chloe percebe que Nathan ainda ama Elena e pede para ele se declarar à ela e vai embora. E assim os ladrões seguem  cada um seu rumo.

#### Uncharted 3: Drake's Deception
Chloe aparece brevemente em Uncharted 3: Drake's Deception lançado em 2011. Junto a seus parceiros ladrões, Nathan Drake, Victor Sullivan e Charlie Cutter eles planejam enganar Katherine "Kate" Marlowe líder da Ordem Hermética e seu pupilo Talbot. Drake e Sully se encontram com Talbot em um bar em Londres para negociar o anel de Sir Francis Drake que Nate havia roubado quando criança. Os ladrões fingem que o dinheiro oferecido a eles é falso e assim começam uma briga. Ao sair do bar eles são encurralados por Cutter e Marlowe aparece tomando o anel deles. Charlie atira em seus parceiros e Marlowe foge. Após a fuga Charlie dá o sinal e os ladrões se levantam, mostrando que era tudo armação e Nate mostra que ainda está com o anel verdadeiro. Charlie entra em contato com Chloe pelo telefone e ela segue o carro de Marlowe. O quarteto se encontra em uma rua e Chloe indica o galpão em que Marlowe teria entrado. Os homens adentram o galpão e lá param um museu secreto. Katherine e Talbot descobrem que o anel era falso ao tentar encaixá-lo no disco cifrado e preparam seus homens para pegar os ladrões. O trio rouba o disco e um mapa e foge do local com Chloe a postos os levando para longe. Com as relíquias em mãos eles conseguem mais coordenadas por onde Sir Francis havia passado e se separam para buscar. Nate e Sully são perseguidos em sua exploração na França e então partem para  Síria em busca de Chloe e Cutter para ajudá-los. O quarteto enfrenta inúmeros homens, Cutter acaba sendo dopado por Talbot e tem seu diário roubado por ele. Sob efeitos da droga Cutter tenta matar Nate mas Chloe impede isso e ele consegue recobrar a consciência. Apesar de conseguirem a pista que queria, Charlie quebra uma das pernas ao pular de uma torre em chamas e eles escapam por pouco. Chloe desiste do trabalho alegando ser arriscado demais e pede para que Nathan faça o mesmo, mas Charlie aconselha o contrário, então Nate e Sully prosseguem sozinhos a aventura.

### Jogos relacionados

#### Uncharted: The Lost Legacy
Chloe é a protagonista em Uncharted: The Lost Legacy lançado em 2017. Chloe recebe um artefato estranho como lembrança de seu finado pai que está relacionado com a Presa de Ganesha, uma relíquia do Império Hoysala. Juntamente com um parceiro ladrão ela parte em busca da Presa na Índia. Asav um líder insurgente entrou em guerra com o governo indiano e por algum motivo está roubando e explorando todas as relíquias hindus do país e seu parceiro fica encarregado a ficar de olho no terrorista. Mas com os dias passando Chloe perde o contato com ele e para ajudá-la na tarefa de encontrar a Presa e salvar seu amigo, ela contrata Nadine Ross que está querendo tomar de volta a liderança da Shoreline, uma companhia privada militar que ela herdou de seu pai e agora está sob o comando de um de seus ex-soldados. As duas estão atrás de um disco cifrado em posse Asav que seria a chave para encontrar a Presa. Chloe precisa adentrar um caminhão do exército e uma menina local chamada Meenu a ajuda entrar nele sem ser percebida. Já na cidade em que marcara com Ross, as mulheres se encontram e se aventuram pela cidade sitiada e conseguem entrar nos aposentos de Asav onde roubam um mapa dos domínios Hoysala e o disco. Asav adentra a sala onde elas estavam as rendendo, por conhecer e ter apreço por Nadine ele tenta convencê-la a passar para seu lado, mas ela nega. Frazer aproveita a oportunidade e tenta vender seus serviços para se safar. Asav nega o convite alegando já ter um profissional trabalhando para ele e manda executá-las. Frazer consegue dispersar a atenção deles e as duas começam uma fuga desesperada enquanto discutem, Nadine está se sentindo traída por Chloe mudar de lado e deixá-la à míngua, mas a ladra desconversa e ambas conseguem escapar. Já em uma balsa para os Gates Ocidentais indicado no mapa que roubou, Chloe decifra o disco e pega mais pistas sobre a Presa. As aventureiras chegam no local e Frazer deixa Nadine encarregada de Asav. Em uma longa jornada pelo território as mulheres vão criando um vínculo à medida que vão se conhecendo, e Chloe fica balançada à cada nova descoberta por remeter lembranças a seu pai que era tão obcecado a Presa e os Hoysala, a ponto de mandá-la embora com sua mãe para a Austrália enquanto trabalhava para o Ministério da Cultura da Índia afim de protegê-las. Elas conseguem chegar em Halebidu e vislumbradas pela paisagem Nadine pede para Chloe tirar uma foto e mostrar ao pai dela, então Chloe revela que o pai dela estava morto há algumas décadas. Disconsertada Nadine pede desculpas e elas prosseguem a jornada para dentro de uma das torres de vigia. Lá dentro elas descobrem que houve uma chacina entre o Império Persa e o Hoysala e que a cidade era apenas um chamariz para manter os inimigos longe da antiga capital, Belur que é onde a Presa ainda estava guardada. Elas abrem os aquedutos e resolvem segui-los para chegar à cidade. Asav se antecipa e persegue as mulheres as rendendo, mas enquanto fazia um pequeno monólogo para Chloe, Nadine escapa nocauteando os soldados e impede que Asav atire em Chloe. As duas então se unem e lutam contra ele. O terrorista consegue subjugar as mulheres jogando-as em um dos aquedutos. Elas conseguem se salvar da tubulação e prosseguem seu caminho abrindo o portão que leva para Belur. Asava e seus capangas já tinham chegado ao lugar e ao olhar pelos binóculos ela vê que Samuel Drake está entre eles e que ele era o especialista de Asav. Frazer tenta se explicar, dizendo que tinha começado o trabalho com ele mas havia perdido contato com Sam e por isso contratou Nadine para ajudá-la. Transtornada, Ross fala que Sam tinha tentado matá-la antes e que Chloe deveria ter contato então a soqueia no rosto e segue sozinha. Frazer consegue alcançar Nadine despachando os soldados e pede ajuda de Nadine, dizendo à parceira não conseguirá encontrar a Presa sozinha. Nadine aceita dizendo que não vai ajudar Sam, e só está ali para presa e com acordo firmado elas entram na caverna que tem uma  passagem secreta para Belur. Dentro da caverna Chloe pede desculpas por ter escondido isso, Ross pergunta o que é o totem que Chloe mexe tanto e ela explica um pouco mais sobre seu pai, que o acampamento dele havia sido invadido e o totem é tudo o que sobrou dele. Nadine aceita as desculpas e elas continuam a aventura por fim encontrando Belur, mas Asav e seus homens já estavam lá e a postos contra as mulheres. Elas descobrem que o pai de Chloe já havia descoberto o local e que o totem era uma chave para um dos salões do castelo e que a Presa não era apenas um símbolo de poder, era o símbolo do povo e por isso significava muito para eles. Vislumbrada pelo feito de seu pai, Frazer agora está determinada em impedir que a Presa caia em mãos erradas em respeito a seu pai e ao povo hindu. Nadine concorda com a decisão e se apressam. Após enfrentar alguns homens, Chloe abre uma passagem secreta e juntamente a Ross, é rendida por Asav que as une a Sam. O terrorista leva o trio para uma câmara e usa Chloe como cobaia para conseguir a Presa. Com a Presa obtida ele prende o trio e foge do local explodindo a câmara ocasionando uma inundação. Frazer se solta e solta os demais e por pouco escapam com vida. Decididos em pegar a Presa de volta o trio segue junto mesmo com Nadine e Sam discutindo e Sam sendo constantemente ameaçado. No caminho eles descobrem que a Shoreline está metida nos planos deixando Ross furiosa retaliando os guardas. Mais tarde eles encontram Asav negociando com Orca, ex-soldado de Nadine que fugiu com o tesouro dela de Libertalia tomando a Shoreline para si. Elas conseguem abater o helicóptero de Orca e ele revela que havia vendido uma bomba para Asav em troca da Presa, que desencadearia uma guerra civil na Índia. Orca aproveita a distração do diálogo e tentar matar Nadine, mas Sam a salva. Com a Presa em mãos Nadine e Sam tentam convencer Chloe a fugir do local e avisar as autoridades, mas Chloe acha que não vai dar tempo e resolve seguir o trem onde a bomba está sendo transportada. Samuel acaba por fim resolvendo ir com Chloe e Nadine também. Eles perseguem o trem de jeep chegando perto o suficiente para Chloe e Nadine entrarem e lutarem todo seu caminho até chegar no vagão da frente onde está a bomba. Elas não conseguem parar o trem e nem desarmar a bomba, a única alternativa é mudar o curso do trem. Chloe consegue sair do trem deixando Nadine sozinha lidando com os soldados e Sam se  une à ela. Juntos eles conseguem mudar os trilhos do vagão e mais uma vez Frazer vai atrás do trem enquanto Samuel elimina os demais perseguidores que chegaram. Chloe chega a tempo de ajudar Nadine que está lutando contra Asav, revoltado ele decide matar as mulheres com as próprias mãos, assim iniciando uma luta frenética. Juntas elas derrotam o terrorista e o trem cai de uma ponte se explodindo, mas por pouco as mulheres se salvam e Sam Drake se une a elas. Nadine decide desistir da Shoreline e prosseguir com a vida de ladra caçadora de tesouros e elas combinam entregar a Presa para o Ministério da Cultura da Índia para a tristeza de Samuel que tenta convencê-las de tomar outras decisões mais rentáveis.

### Jogos derivados

#### Uncharted: Fight for Fortune
Lançado em 2012, Uncharted: Fight for Fortune é um jogo de cartas por turnos baseado na série. Chloe é uma das muitas cartas disponíveis no jogo.

### Outros jogos

#### PlayStation All-Stars Battle Royale
PlayStation All-Stars Battle Royale é um jogo eletrônico de luta e ação lançado em 2012. Chloe é uma dos inúmeros minions que podem ser comprados no jogo.

### Outras mídias

#### Uncharted (história em quadrinhos)
Chloe também participa da história em quadrinho homônima à série lançada em 2011 e conta como ela conheceu Nathan Drake. A história se passa antes do primeiro e foi supervisionada por Amy Hennig e publicada pela DC Comics. Sully arruma um trabalho para Nate que é roubar o diário que pertencia a Richard Byrd para seus clientes Michael e Rose Doughty. Ao obter o diário Nathan descobre sobre Agartha uma mística cidade da teoria da Terra Oca. Os dois ladrões resolvem trapacear seus clientes e encontrar a cidade perdida primeiro. Eles acabam descobrindo que os irmãos Doughty participarão de um leilão para comprar o selo âmbar que seria a chave para a Sala  Âmbar. Em um reconhecimento do local, Nathan é surpreendido por Chloe. Ela tenta render o ladrão mas ele escapa conseguindo as informações que precisava. No dia seguinte Drake e Sullivan adentram o leilão disfarçados e se separam para buscar o selo. Nathan entra em uma sala vazia e é flagrado por Mykola Rusnak, um dos guardas do leilão. Tentando se explicar, Chloe aparece e mente para Rusnak dizendo que Nate é acompanhante dela. Sully obtém novidades sobre o selo e chama seu parceiro pra fora. O selo já havia sido vendido e o leilão era só fachada, ambos precisavam entrar sorrateiramente no leilão e roubar o selo imediatamente. Assim Nathan o faz mas se encontra com Frazer, eles se enfrentam mas se dão uma breve trégua com Nathan obtendo as coordenadas para a cidade. Chloe aciona o alarme e ambos fogem, mas a ladra ao ver que estava em menor número joga o selo para Drake e vai por caminho diferente e o ladrão é apanhado pelos Doughtys que estão com Victor sob custódia. Os dois ladrões são interrogados e Nate é obrigado a dar as coordenadas para seus capturadores e são deixados para trás para Mykola dar um fim neles. Rusnak os pega e quando começa a questioná-los, Frazer aparece e salva os ladrões. O trio escapa em um jeep e Rusnak fica em seu encalço, mas Chloe faz uma manobra arriscada fazendo Rusnak cair de um abismo. O trio faz uma parceria e vai em busca de Agartha no Pólo Norte. Chegando lá mais uma vez eles são encurralados por Michael e Rose que os obriga a ajudá-los por estarem perdidos. Partindo para o local exato o avião entre em pane mas aterrissa em segurança no local, Drake e Chloe vão em busca da entrada e despistam os Doughtys e seus capangas, uma perseguição se inicia mas todos acabam sendo cercados pelos deuses da fumaça, criaturas místicas da cidade. Desesperados, os ladrões fogem juntos com os Doughtys, que têm seus capangas mortos. Eles acabam encontrando o segundo sol, uma parede de diamantes que protege o local da lava. Frazer e Nathan são rendidos, e os Doughtys acabam discutindo. Rose mata seu próprio irmão e vislumbrada pelos diamantes ela retira um fazendo a parede colidir. Os ladrões aproveitam a deixa para escapar e Sully aparece de avião os resgatando. A salvo em uma praia segura, o trio comemora e Chloe parte seguindo seu rumo e com seu trabalho para Gabriel Roman concluído.

## Recepção
A maioria dos críticos recebeu positivamente Chloe Frazer, enfocando sua força e sexualidade; eles freqüentemente a citam como um exemplo excepcional de um personagem de videogame feminino e independente. Tom Cross da Gamasutra disse que Chloe é a "primeira" nos videogames - como uma mulher heterossexual que bate de frente com o protagonista masculino e mostra competência e astúcia: "Chloe Frazer está de cabeça e ombros acima de todos os personagens de videogames, mas em comparação com a maioria das mulheres nos jogos, ela é verdadeiramente única." Ele também a caracteriza como um dos "personagens mais divertidas, interessantes e inofensivas dos videogames". Cross também a citou como uma personagem que reflete com precisão a natureza do desejo e da frustração humana. Darren Franich, da Entertainment Weekly, listou-a como uma das "15 Mulheres Mais Fodonas dos Videogames", descrevendo-a como "durona, engraçada e propensa a traição".
O designer de Uncharted 2: Among Thieves,  Justin Richmond, disse que Frazer é sua personagem favorito. Black foi indicada ao Spike Video Game Awards de 2009 sob a categoria "Melhor Voz" por seu trabalho como Chloe.
Chloe também tem sido classificada por sua beleza, ganhando o prêmio de mulher mais sexy dos games de 2009 pela DualShockers. Enquanto a GamesRadar nomeou Chloe "Miss 2009" dos "Novos personagens mais sexy da Década", chamando-a de namorada exótica. Em uma lista de mulheres com mais curvas feita pela TheGamer, Chloe ficou em vigésimo lugar.

### Comparações com outros personagens
Ao longo dos anos Chloe tem sido comparada com outros personagens. Tom Cross da Gamasutra ainda a classificou Chloe como uma mulher forte e a comparou com Elika de Prince of Persia. Muitos resenhistas compararam a ladra com a aventureira Lara Croft. Jordan Erica Webber da The Guardian disse que ambas são similares por terem problemas com seus pais e estarem seguindo os passos deles. Já Dean Takahashi da Venturebeat salienta que apesar das similaridades Chloe é consegue ser única. Jess Joho do Mashable salienta que o que faz Chloe diferente de Lara e de Samus Aran é que a Naughty Dog se aproxima do pessoal construindo mecânicas ao seu redor para ser compatível com sua personalidade. Sam Loveridge, redator da GamesRadar e ávido fã de Lara, diz que Chloe tem tudo o que se espera de uma heroína e que ela é a melhor heroína Há décadas, até mesmo que a novata Alloy de Horizon Zero Dawn.
A troca de Nathan Drake por Chloe também foi descrita como uma boa escolha por muitos críticos. O jornal Daily Star contou que apesar de todo carisma do ladrão, a personalidade dele foi canalizada em Chloe a deixando mais gostável. E a Akihabara Blue ressalta que Chloe é o futuro da série.

### Comparações com pessoas reais
Claudia Black comentou que Chloe foi divertida de retratar, e é essencialmente "Indiana Jones com cabelos agradáveis".